# Siedlce (gromada w powiecie nowosądeckim)
Siedlce – dawna gromada (najmniejsza jednostka podziału terytorialnego Polskiej Rzeczypospolitej Ludowej w latach 1954–72) z siedzibą GRN w Siedlcach.
Gromady, z gromadzkimi radami narodowymi (GRN) jako organami władzy najniższego stopnia na wsi, funkcjonowały od reformy reorganizującej administrację wiejską przeprowadzonej jesienią 1954 do momentu ich zniesienia z dniem 1 stycznia 1973, tym samym wypierając organizację gminną w latach 1954–1972.
Gromadę Siedlce z siedzibą GRN w Siedlcach utworzono – jako jedną z 8759 gromad na obszarze Polski – w powiecie nowosądeckim w woj. krakowskim, na mocy uchwały nr 26/IV/54 WRN w Krakowie z dnia 6 października 1954. W skład jednostki weszły obszary dotychczasowych gromad Siedlce, Janczowa, Miłkowa, Słowikowa, Łęka ad Siedlce i Trzycież ze zniesionej gminy Korzenna w tymże powiecie. Dla gromady ustalono 25 członków gromadzkiej rady narodowej.
31 grudnia 1961 do gromady Siedlce przyłączono wieś Librantowa ze zniesionej gromady Librantowa.
Gromada przetrwała do końca 1972 roku, czyli do kolejnej reformy gminnej.